# Arnau Tenas Ureña
Arnau Tenas Ureña (Vic, Osona, 30 de maig de 2001) és un futbolista català que juga com a porter al Paris Saint-Germain FC de la Ligue 1. És internacional amb la selecció catalana

## Carrera de club
Tenas va començar a jugar com a porter als 3 anys, començant al Vic Riuprimer, el seu equip local. Es va incorporar a La Masia el 2010, i va anar ascendint en les seves categories inferiors.

### FC Barcelona
Va debutar amb el Barça B a Segona Divisió B en una victòria per 2-1 davant el Teruel al març de 2019. Poc després va començar a entrenar amb el primer equip del Barcelona, i l'octubre del 2019 es va estrenar a la banqueta en un partit de Lliga contra l'Alavés.
El 19 d'octubre de 2019 va fer la seva primera aparició en el primer equip per al partit contra la SD Eibar, però finalment no va ser inclòs a la fitxa del partit i va romandre a la graderia. El 27 de juny de 2020, encara amb fitxa del Juvenil A, va renovar contracte amb el Barça per tres temporades, fins al 2023, amb dos anys més ampliables, i una clàusula de rescissió de 100 milions d'euros. Va estar a la banqueta en la final de la Copa del Rei del 2021, en què el Barça es va imposar per 4-0 a l'Athletic Club.

### Paris Saint-Germain
El 30 de juliol de 2023, Tenas va signar un contracte de tres anys amb el París Saint-Germain de la Ligue 1. El 3 de desembre de 2023, va debutar amb el club en una victòria per 2-0 fora de casa contra el Le Havre AC, entrant com a substitut després de l'expulsió de Gianluigi Donnarumma als onze minuts de partit. Tenas va fer set aturades, el nombre més alt d'aturades per a un porter com a substitut en un partit de la Ligue 1 des del 2016. Va ser aclamat com a "heroi inesperat" en la seva primera aparició a la màxima categoria.

## Internacional

### Catalunya
El 29 de maig de 2024 va disputar amb la selecció catalana el partit contra el Panamà, que va acabar en un empat a 2, a l'Estadi de la Nova Creu Alta.

### Espanya
Tenas fou convocat per jugar amb la selecció espanyola sub-17 en el Campionat d'Europa sub-17 de 2018 celebrat a Anglaterra. Va ser titular en aquest torneig, Espanya va arribar als quarts de final on va ser derrotada per Bèlgica.
Més endavant, amb la sub-19, va participar en el Campionat Europeu Sub-19 de 2019. En aquesta competició celebrada a Armènia, va ser titular i va jugar tots els partits. Espanya va guanyar el torneig en vèncer a Portugal en la final. Les seves actuacions van ser recompensades entrant dins "l'equip del torneig".
El 26 de març de 2022 Arnau Tenas fou convocat per la selecció absoluta espanyola després de la baixa per motius personals del porter Robert Sánchez. El seu primer partit en aquesta selecció va ser contra Albània, a l'RCDE Stadium situat a Cornellà-El Prat, tot i que no va arribar a jugar ni un sol minut.

## Vida personal
Arnau Tenas té un germà bessó anomenat Marc que també és futbolista, i ha jugat en les categories inferiors del Deportivo Alavés com a davanter.

## Palmarès

### FC Barcelona
- 1 Copa del Rei: 2020–21
- 1 Supercopa d'Espanya: 2023
- 1 Lliga espanyola: 2022-23[18]

### Paris Saint-Germain
- 1 Ligue 1: 2023-24
- 1 Lliga de Campions de la UEFA: 2024-25

### Selecció
- Espanya sub-19
  - Guanyador del Campionat d'Europa sub-19 del 2019
- Espanya sub-23
  - Medalla d'or en els Jocs Olímpics: 2024[19]